# 서울영서초등학교
서울영서초등학교(서울永西初等學校)는 대한민국 서울특별시 구로구에 있는 공립 초등학교이다.

## 학교 연혁
- 1979년 9월 28일 서울영서초등학교 개교
- 1992년 3월 10일 병설유치원 개원
- 2006년 9월 18일 과학실 현대화 개관
- 2009년 6월 10일 조합놀이시설 개관
- 2011년 12월 19일 서울형 혁신학교 지정
- 2013년 3월 1일 상담실 리모델링
- 2013년 5월 1일 수업분석실 개관
- 2015년 8월 27일 보건실 현대화, 학부모실, 주차장 설치
- 2016년 2월 28일 제2교사연구실, 회의실 등 정비, 유치원 신체활동실 설치
- 2016년 9월 8일 옥상정원 개관 및 교재원 설치

## 참고 자료
- 서울영서초등학교 - 한국교육학술정보원 학교알리미